# Élections législatives de 1986 à Saint-Pierre-et-Miquelon
Les élections législatives françaises de 1986 ont lieu les 16 et 23 mars. Dans la collectivité territoriale de Saint-Pierre-et-Miquelon, un député est à élire dans le cadre d'un scrutin majoritaire. Avec Wallis-et-Futuna et Mayotte, elle est la seule collectivité où le scrutin proportionnel par liste, en vigueur dans le reste de la France, n'est pas appliqué.
En septembre 1986, Albert Pen est élu sénateur, une élection partielle est organisée le 30 novembre, Gérard Grignon la gagne.

## Élus
| Circonscription        | Député sortant | Parti | Parti   | Député élu ou réélu | Parti | Parti   |
| ---------------------- | -------------- | ----- | ------- | ------------------- | ----- | ------- |
| Circonscription unique | Albert Pen     |       | app. PS | Albert Pen          |       | app. PS |

## Résultats

### Résultats par circonscription
| Candidat                                                               | Candidat                     | Parti          | Premier tour | Premier tour | Second tour | Second tour |  |
| Candidat                                                               | Candidat                     | Parti          | Voix         | %            | Voix        | %           |  |
| ---------------------------------------------------------------------- | ---------------------------- | -------------- | ------------ | ------------ | ----------- | ----------- |  |
|                                                                        | Albert Pen sortant réélu     | app. PS        | 1 528        | 48,66        | 1 697       | 52,21       |  |
|                                                                        | Gérard Grignon               | AD             | 619          | 19,71        | 1 553       | 47,78       |  |
|                                                                        | Victor Reux                  | RPR            | 612          | 19,49        | Retrait     | Retrait     |  |
|                                                                        | Jean-Jacques Blanco-Carlotti | UDF (PR)       | 219          | 6,97         |             |             |  |
|                                                                        | Serge Derible                | MRG            | 162          | 5,15         |             |             |  |
|                                                                        |                              |                |              |              |             |             |  |
| Inscrits                                                               | Inscrits                     | Inscrits       | 4 097        | 100,00       | 4 097       | 100,00      |  |
| Abstentions                                                            | Abstentions                  | Abstentions    | 868          | 21,19        | 732         | 17,87       |  |
| Votants                                                                | Votants                      | Votants        | 3 229        | 78,81        | 3 365       | 82,13       |  |
| Blancs et nuls                                                         | Blancs et nuls               | Blancs et nuls | 89           | 2,76         | 115         | 3,42        |  |
| Exprimés                                                               | Exprimés                     | Exprimés       | 3 140        | 97,24        | 3 250       | 96,58       |  |
| Source : Le Monde, 19 mars 1986, p. 8 et Le Monde, 25 mars 1986, p. 10 |                              |                |              |              |             |             |  |